# Iwan Alexejewitsch Wyschnegradski

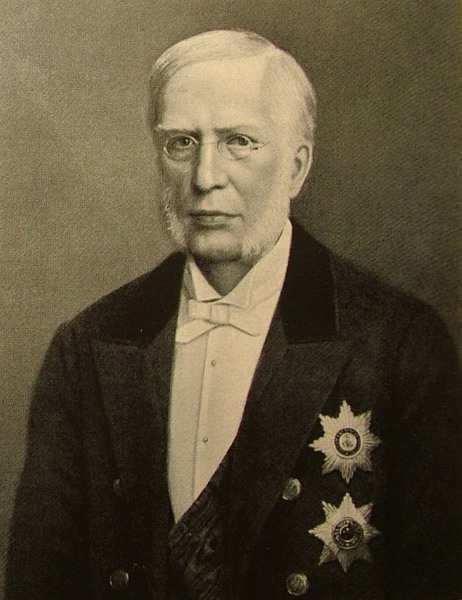
Iwan Alexejewitsch Wyschnegradski

Iwan Alexejewitsch Wyschnegradski (russisch Иван Алексеевич Вышнеградский; * 20. Dezember 1831jul. / 1. Januar 1832greg. in Wyschni Wolotschok; † 25. Märzjul. / 6. April 1895greg. in Sankt Petersburg) war ein russischer Ingenieur, Politiker, Wissenschaftler und Hochschullehrer.
1862 wurde er zum Professor für praktische Mechanik an der Michailow-Artillerie-Akademie St. Petersburg berufen.
1887–1892 war er der russische Finanzminister. Die von seinem Vorgänger Nikolai von Bunge durchgesetzten sozialen Schutzgesetze schränkte er wieder ein; 1890 fielen der Arbeitsschutz für Frauen und Kinder. Seine rücksichtslose Steuergesetzgebung traf vor allem die Bauern und den agrarischen Adel. Sie wurden durch die Steuererhöhungen dazu gezwungen, die Industrie zu finanzieren. Der Zwang zum Getreideexport (der bis 1914 etwa ¾ des Gesamtexports ausmachte) war so hoch, dass er unter Wyschnegradski als Hungerexport bekannt wurde. Er soll selbst gesagt haben: „Wir werden hungern, aber exportieren“. Das Defizit im Staatshaushalt wurde wieder ausgeglichen und die internationale Finanz fasste neues Vertrauen in Russland. 1888 wurde er Ehrenmitglied der Russischen Akademie der Wissenschaften in Sankt Petersburg.
Sein Nachfolger wurde Sergei Witte.

## Veröffentlichungen
- Mémoire sur la théorie générale des régulateurs; 1876
  - Über direktwirkende Regulatoren; In: Der Civilingenieur Band 28 (1877); S. 96–132